# Гаврас, Ромен
Ромен Гаврас (фр. Romain Gavras; род. 4 июля 1981, Афины, Греция) — французский кинорежиссёр и сценарист греческого происхождения. Трехкратный номинант на премию «Грэмми». На его счету множество клипов для популярных исполнителей, включая Канье Уэста, Jay-Z, певицу M.I.A., фронтмена инди-рок группы Arctic Monkeys Алекса Тёрнера и др.
В мае 2018 года на Каннском кинофестивале в рамках программы «Двухнедельник режиссеров» состоялась премьера его второй полнометражной картины «Мир принадлежит тебе». Кроме самого Гавраса, фильм представляли Венсан Кассель и двукратная номинантка на премию «Оскар» Изабель Аджани.

## Биография
Сын известного режиссёра, лауреата премии «Оскар», Коста-Гавраса (Константиноса Гавраса) и кинопродюсера Мишель Рэй-Гаврас. В 1994 году вместе с Кимом Шапироном, сыном французского художника Кики Пикассо, открыл производственную компанию «Kourtrajmé».

### Связи с музыкальной индустрией и музыкальное видео
Трижды номинирован на премию «Грэмми» за режиссуру клипов «No Church In The Wild» Канье Уэста, Jay-Z, «Gosh» Jamie xx и «Bad Girls» M.I.A... В 2012 году получил две награды MTV Video Music Award в номинациях «Лучшая операторская работа» и «Лучшая режиссерская работа» за клип на песню «Bad Girls» певицы M.I.A..
Мировую известность получил за режиссуру скандального видеоклипа на песню «Born Free» певицы M.I.A.. В его фильмах и видеоклипах, как правило, фигурируют колоритные и энергичные образы на фоне суровореалистичных локаций, и поэтому Ромена Гавраса называют одним из самых ярких клипмейкеров нового времени.
Ромен Гаврас дружит с Алексом Тёрнером, лидером рок-группы Arctic Monkeys. Тёрнер лично попросил Гавраса снять клип для его сайд-проекта The Last Shadow Puppets (совместная инди-рок группа Тёрнера и бывшего фронтмена The Rascals Майлза Кейна), которая на тот момент записывала дебютный альбом The Age of the Understatement. Ромен Гаврас снимал видеоклип на заглавную песню альбома зимой 2007-2008 в Москве. В клипе Тёрнер и Кейн прогуливаются по достопримечательностям российском столицы, особое внимание уделено Поклонной горе и станции метро Маяковская.

### Рекламные ролики для мировых брендов
Снял ряд высокооцененных рекламных роликов для всемирно известных брендов. В 2011 году срежиссировал провокационный промо-ролик для Adidas, в котором снялись Лионель Месси, Кэти Перри и Дэвид Бекхэм, а французский дуэт Justice впервые представил трек из грядущего альбома. В 2013 году снял видео Dior HOMME с Робертом Паттинсоном под саундтрек Led Zeppelin «Whole Lotta Love», а также мини-фильм для Louis Vuitton, в котором Дэвид Боуи исполнил новую версию песни «I’d Rather Be High» из своего последнего альбома «The Next Day».

### Кинокарьера
В 2010 году состоялась мировая премьера его дебютной полнометражной картины «Наш день придёт», в котором Венсан Кассель сыграл главную роль, а также выступил в качестве продюсера.
В мае 2018 года на Каннском кинофестивале в рамках программы «Двухнедельник режиссеров» состоялась премьера его второй полнометражной картины «Мир принадлежит тебе». Вместе с режиссером фильм представляли исполнители главных ролей — Карим Леклу, Венсан Кассель, двукратная номинантка на премию «Оскар» Изабель Аджани, Улая Амамра и др. Во Франции фильм выходит в широкий прокат 22 августа 2018 года.

## Личная жизнь
С 2023 года начал встречаться с британской певицей Дуа Липой. В ноябре 2023 пара рассталась.

## Фильмография
- Жертвоприношение (TBA) — режиссёр, сценарист
- Афина (2022) — режиссёр, сценарист
- Мир принадлежит тебе (2018) — режиссёр, сценарист
- Наш день придёт (2010) — режиссёр, сценарист
- A Cross the Universe (совместно с Гаспаром Оже и Ксавье де Росне из Justice) (2008) — режиссёр, продюсер
- Замена № 4 / Traitement de substitution n°4 (2002) — актёр
- Маленькая бородка / La barbichette (2002) — оператор
- Маленький Бен / Petit Ben (2000) — актёр

## Видеоклипы и рекламные ролики
- «Gosh», Jamie xx (2016)
- «Dior HOMME», рекламный ролик — Led Zeppelin «Whole Lotta Love», Robert Pattinson (2013)
- «No Church in the Wild», Kanye West & Jay-Z (2012)
- «Bad Girls», M.I.A. (2012)
- «Adidas Is All In», рекламный ролик — «Civilization», Justice (2011)
- «Born Free», M.I.A. (2010)
- «The Age of the Understatement», The Last Shadow Puppets (2008)
- «Stress», Justice (2008)
- «I Believe», Simian Mobile Disco (2008)
- «Changer le monde», Rocé (2008)
- «Signatune», DJ Mehdi (2007)
- «Les Mathématiques de Roi Heenok» (2007)
- «Pour ceux», Mafia K1 Fry (2004)
- «The Funk Hunt» (2001)